# Représentation en roue hélicoïdale

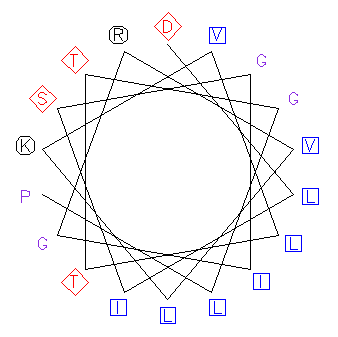
Courte séquence d'acides aminés soulignant la nature hydrophobe en bleu, polaire ou anionique en rouge et cationique en noir.

Une représentation en roue hélicoïdale est un type de projection ou de représentation visuelle utilisé pour illustrer les propriétés des hélices α des protéines. La séquence des acides aminés qui forment la structure secondaire hélicoïdale est tracée avec un angle de 100° entre résidus consécutifs de telle sorte que la représentation finale donne une vue de l'hélice le long de son axe.
Cette représentation permet notamment de mettre en évidence la distribution spatiale des acides aminés en fonction des propriétés physicochimiques de leur chaîne latérale,, par exemple la localisation préférentielle des résidus polaires d'un côté de l'hélice et celle des résidus aliphatique de l'autre, ce qui donne des indications sur le repliement des protéines considérées en fonction de l'exposition de telle ou telle partie de l'hélice au milieu polaire du cytosol ou au milieu apolaire d'une bicouche lipidique, voire de l'interaction de la protéine avec une autre protéine, un glucide ou un lipide.
La représentation en roue hélicoïdale permet par exemple d'identifier les régions de dimérisation des glissières à leucine et des superhélices.

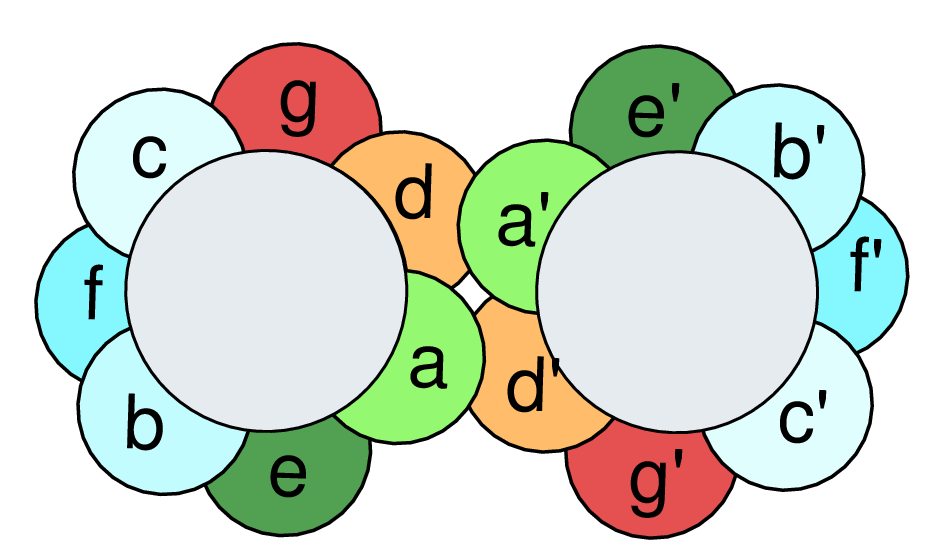
Hélices α parallèles d'une superhélice montrant la distribution des heptades, ou motifs répétés de sept résidus d'acides aminés consécutifs notés de a à g, dans lesquelles les résidus notés a et d sont hydrophobes et favorisent la dimérisation des hélices.